# انتخابی والیبال قهرمانی مردان جهان ۲۰۱۸ (آسیا)

پوستر مسابقات گروه A

اف آی وی بی انتخابی والیبال قهرمانی مردان جهان ۲۰۱۸ (آسیا) به عنوان مسابقات انتخابی قهرمانی جهان ۲۰۱۸ ایتالیا-بلغارستان است که برای تیم‌های ملی عضو کنفدراسیون والیبال آسیا (اِی وی سی) برگزار می‌شود. در مجموع ۴ تیم از این مسابقات به عنوان نماینده آسیا به قهرمانی جهان ۲۰۱۸ صعود می‌کنند.
آسیا چهار سهمیه در مسابقات والیبال قهرمانی جهان دارد و ۲۳ کشور برای حضور در مسابقات انتخابی اعلام آمادگی کردند که ۹ تیم از آسیای میانه، ۴ تیم از اقیانوسیه، ۵ تیم از شرق آسیا، دو تیم از غرب آسیا و ۳ تیم از جنوب شرقی آسیا هستند.

## تیم‌های دوره نهایی
پنج تیم برتر رتبه‌بندی جهانی اف ای وی بی از اکتبر ۲۰۱۵ به طور خودکار برای دور نهایی واجد شرایط شدند.
| گلدان A             | گلدان B       |
| ------------------- | ------------- |
| ایران (۸)           | استرالیا (۱۳) |
| چین (۱۹)            | ژاپن (۱۴)     |
| کرهٔ جنوبی (۲۳)      | تایوان (۳۸)   |
| قطر (۳۱)            | تایلند (۴۷)   |
| آسیای مرکزی دور اول | نیوزیلند (۵۹) |

## گروه A
مرحله نهایی مسابقات انتخابی قهرمانی جهان در گروه A قاره آسیا از ۱۹ تا ۲۳ مردادماه به میزبانی جمهوری اسلامی ایران در شهر اردبیل برگزار می‌شود.
- ورزشگاه:  ورزشگاه رضازاده، اردبیل، ایران
- زمان: ۱۰–۱۴ اوت ۲۰۱۷
- تمام زمان‌ها به وقت ساعت رسمی ایران

## گروه B
مسابقات گروه B آسیا نیز از ۱۲ تا ۱۶ ژوئیه با حضور پنج تیم استرالیا، ژاپن، چین تایپه، تایلند و نیوزلند در شهر کانبرا استرالیا برگزار شد و تیم میزبان استرالیا به همراه ژاپن دو سهمیه جهانی این گروه را به دست آوردند.
- ورزشگاه:  آیس آرنا، کانبرا، استرالیا
- زمان: ۱۲–۱۶ ژوئیه ۲۰۱۷
- تمام زمان‌ها به وقت ساعت رسمی استرالیا